# UAZ Patriot
UAZ Patriot – samochód terenowy klasy średniej produkowany pod rosyjską marką UAZ od 2005 roku.

## Historia i opis modelu

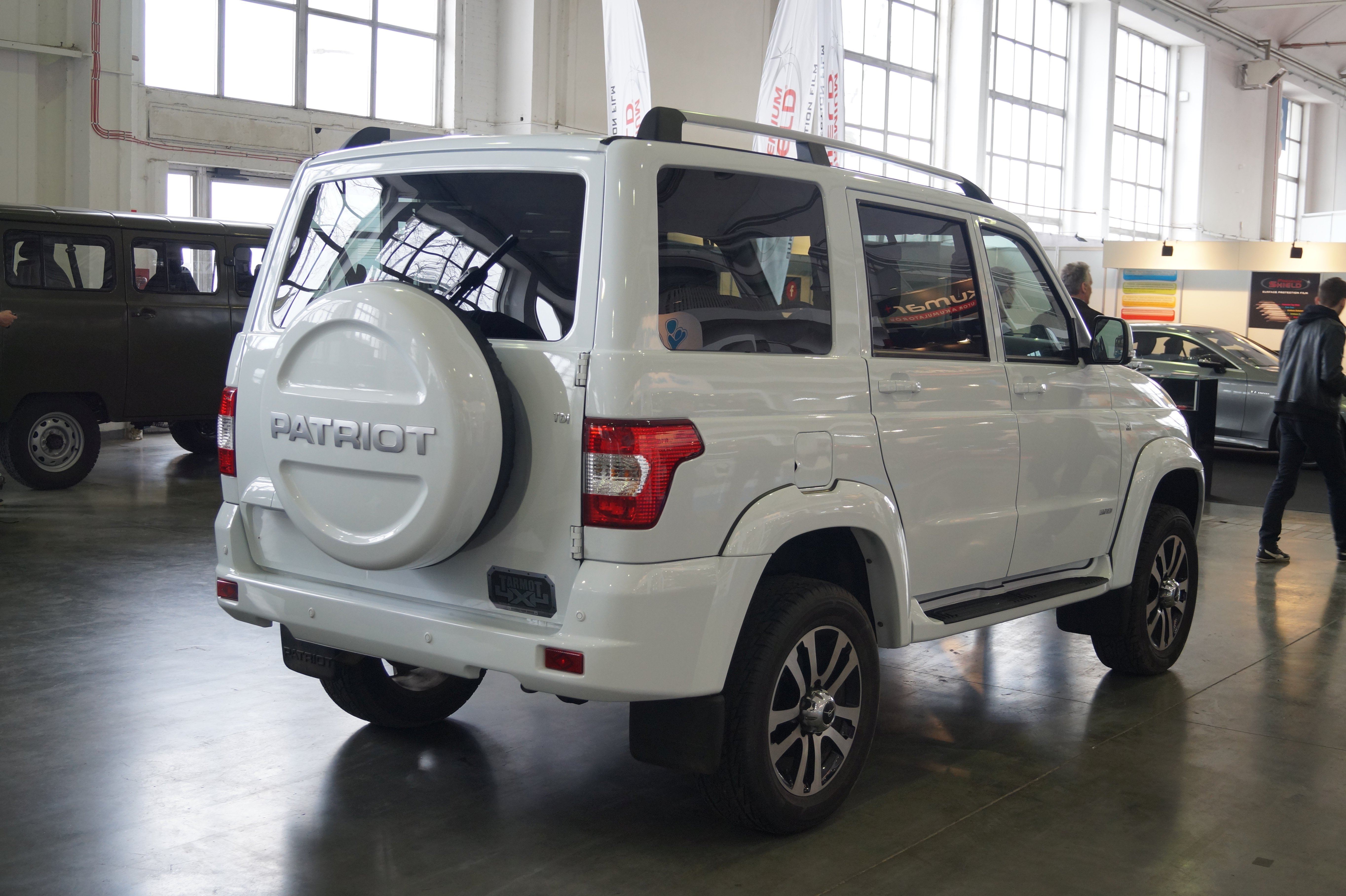
UAZ Patriot – tył po liftingu

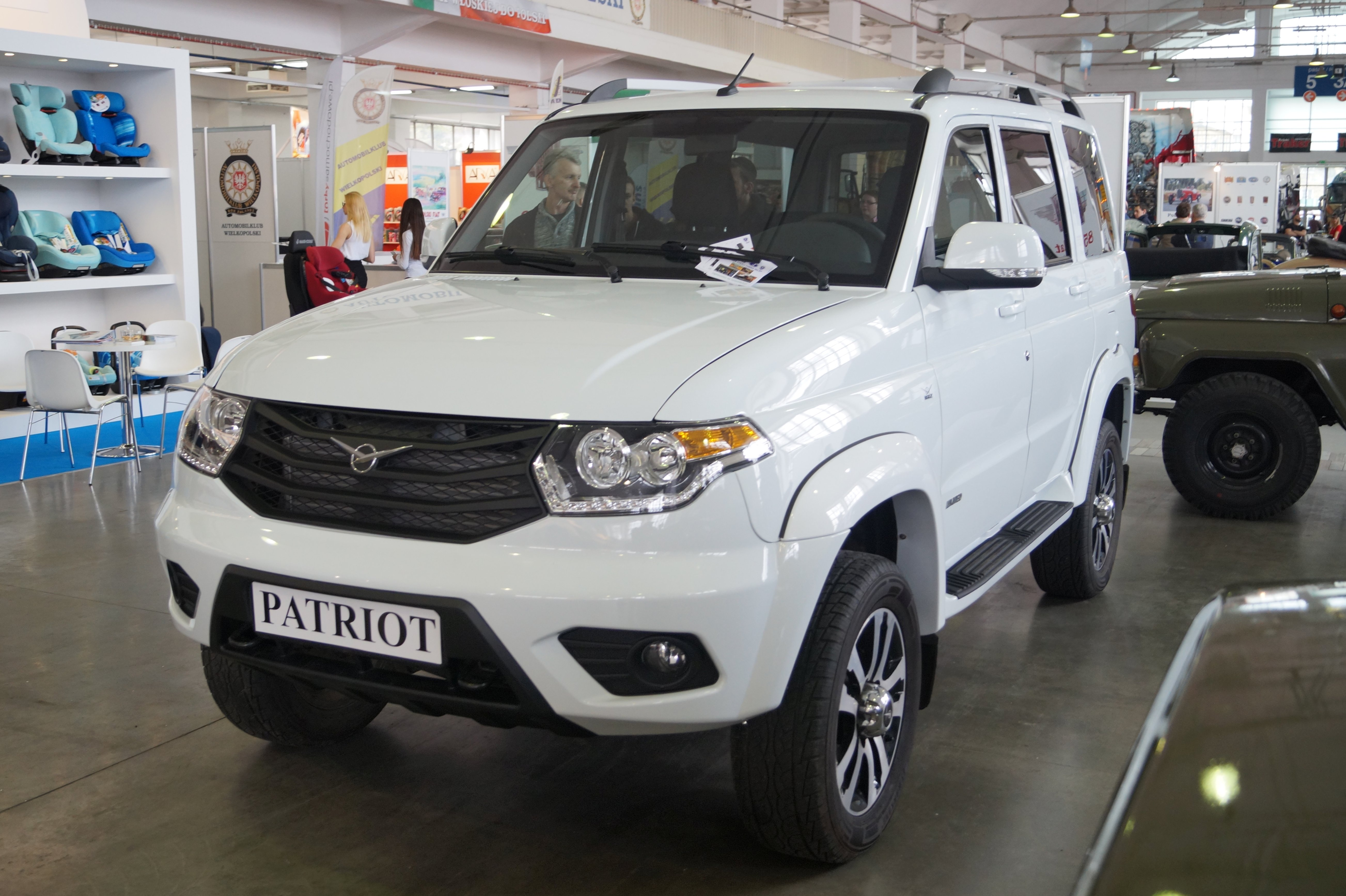
UAZ Patriot po liftingu

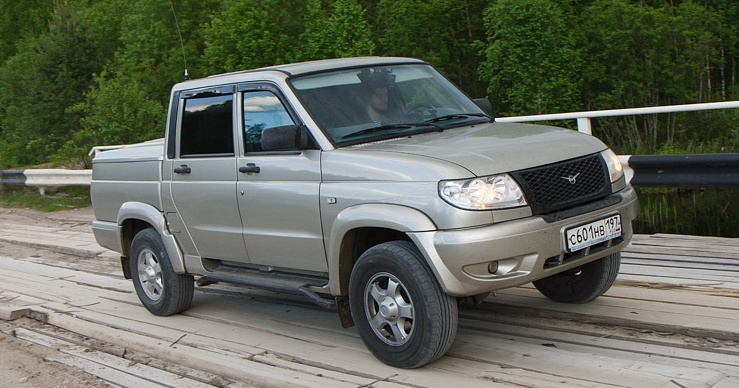
UAZ Pickup

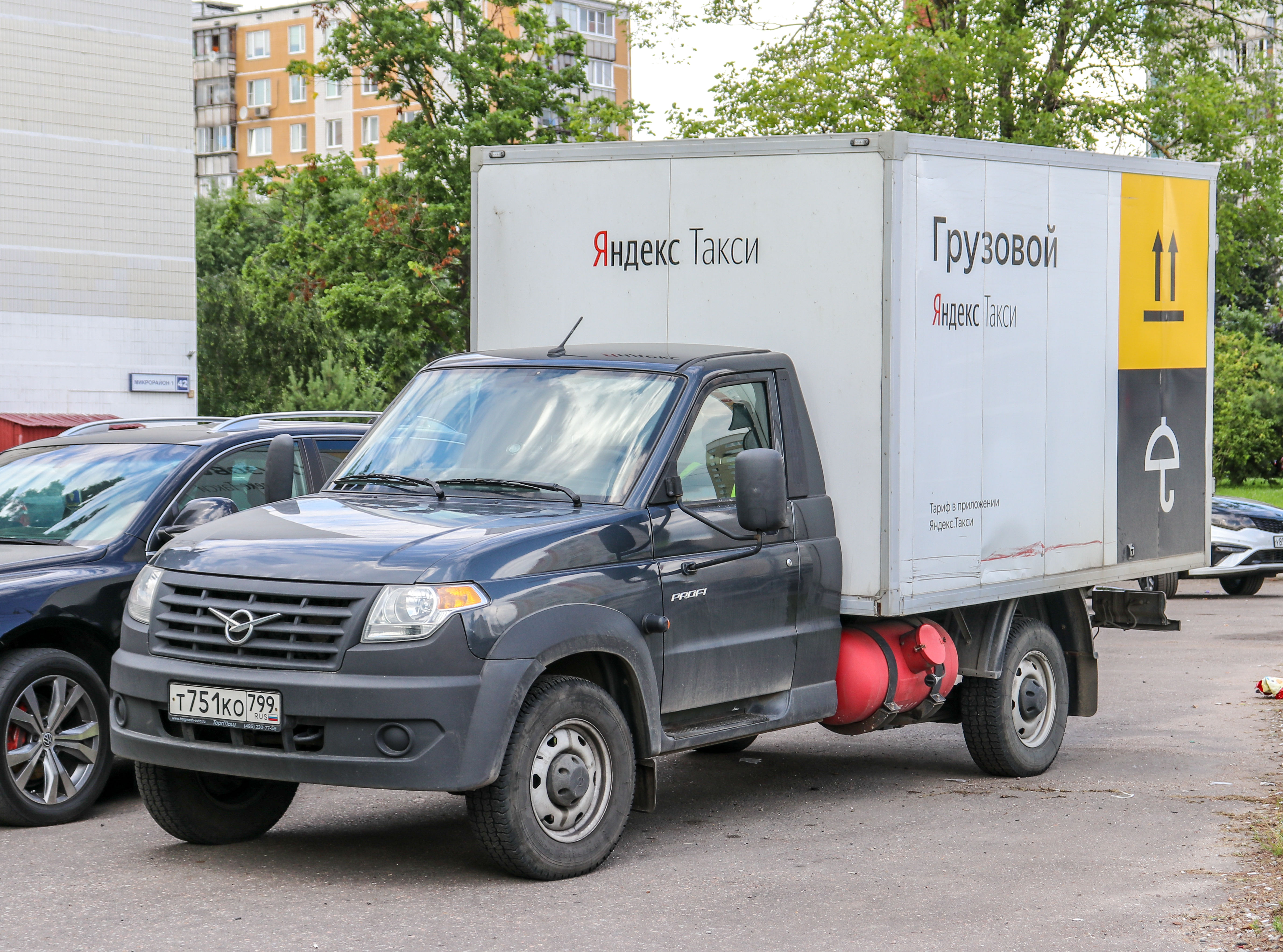
UAZ Profi

Patriot to modernizacja produkowanego w latach 2000–2005 samochodu UAZ Simbir (3162), który jest rozwinięciem samochodu UAZ 3160. W nowym modelu dokonano zmian stylistycznych nadwozia (nowy przód), wnętrza (standardowo deska rozdzielcza jak w modelu Simbir Comfort) oraz wzbogacono wyposażenie pojazdu.
Produkcja nowego modelu ruszyła w sierpniu 2005 roku. Auto to wyposażone jest w benzynowy silnik produkcji rosyjskiej o pojemności skokowej 2693 cm³ i mocy 128 KM zblokowany z 5-biegową manualną skrzynią biegów. 20 sierpnia 2008 roku do oferty dołączyła wersja z włoskim silnikiem Diesla Iveco F1A o pojemności 2300 cm³ i mocy 116 KM.
Od końca sierpnia 2008 roku w produkcji znajduje się również 5 osobowy UAZ Pickup (23632), który od modelu osobowego jest dłuższy o 35 cm (długość pojazdu: 5200 mm).
W 2008 roku powstała również seria skrzyniowej 2-osobowej wersji Patriota pod oznaczeniem UAZ Cargo (23602).
UAZ Patriot na rynku rosyjskim dostępny jest w 3 wersjach wyposażeniowych: Classic, Comfort i Limited (diesel tylko w tej wersji).
Model ten od 2007 roku montowany jest w Niemczech przez firmę Baijah Automotive pod nazwą Baijah Tulos 2.7 XPI. Na innych rynkach zagranicznych (Hiszpania, Czechy, Szwajcaria) model ten oferowany jest z polskim silnikiem Diesla Andoria ADCR o mocy 115 KM zblokowanym z 5-biegową manualną skrzynią biegów Eaton TS5-21 i czeskim reduktorem Praga A-80.

### Silniki
Benzynowe:
- R4 2.7l ZMZ-409.10 128 KM

Diesla:
- R4 2.3l Iveco F1A 116 KM

### Dane techniczne
- Prześwit: 210 mm
- Dopuszczalna masa całkowita: 2670 kg
- Dopuszczalna ładowność: 600 kg
- Prędkość maksymalna: 150 km/h
- Rodzaj paliwa: benzyna bezołowiowa min 92 okt.
- Układ hamulcowy przedni: tarcze – wentylowane, podwójne cylinderki, zaciski pływające
- Układ hamulcowy tylny: bębny, jeden cylinderek z samo-regulatorem luzu szczęki/bęben
- Rozmiar opon: 225/75 R16; 245/70 R16